# ال چیکانو (فیلم)
ال چیکانو (به انگلیسی: El Chicano) فیلمی محصول سال ۲۰۱۸ و به کارگردانی بن هرناندز بری است. در این فیلم بازیگرانی همچون رائول کاستیلو، ایمی گارسیا، خوزه پابلو کانتیلو، دیوید کاستانیدا، مارکو رودریگز، مارلین فورته، کیت دل کاستیلو، جرج لوپز و امیلیو ریورا ایفای نقش کرده‌اند.